# Bab Barrad
Bab Barrad (arab. باب برد, Bāb Barrad; fr. Bab Berred) – miejscowość w północnym Maroku, w regionie Tanger-Tetuan-Al-Husajma, w prowincji Szafszawan. W 2014 roku liczyła 4977 mieszkańców.